# 希爾布靈瑟河
51°23′30.7″N 8°32′12.8″E / 51.391861°N 8.536889°E

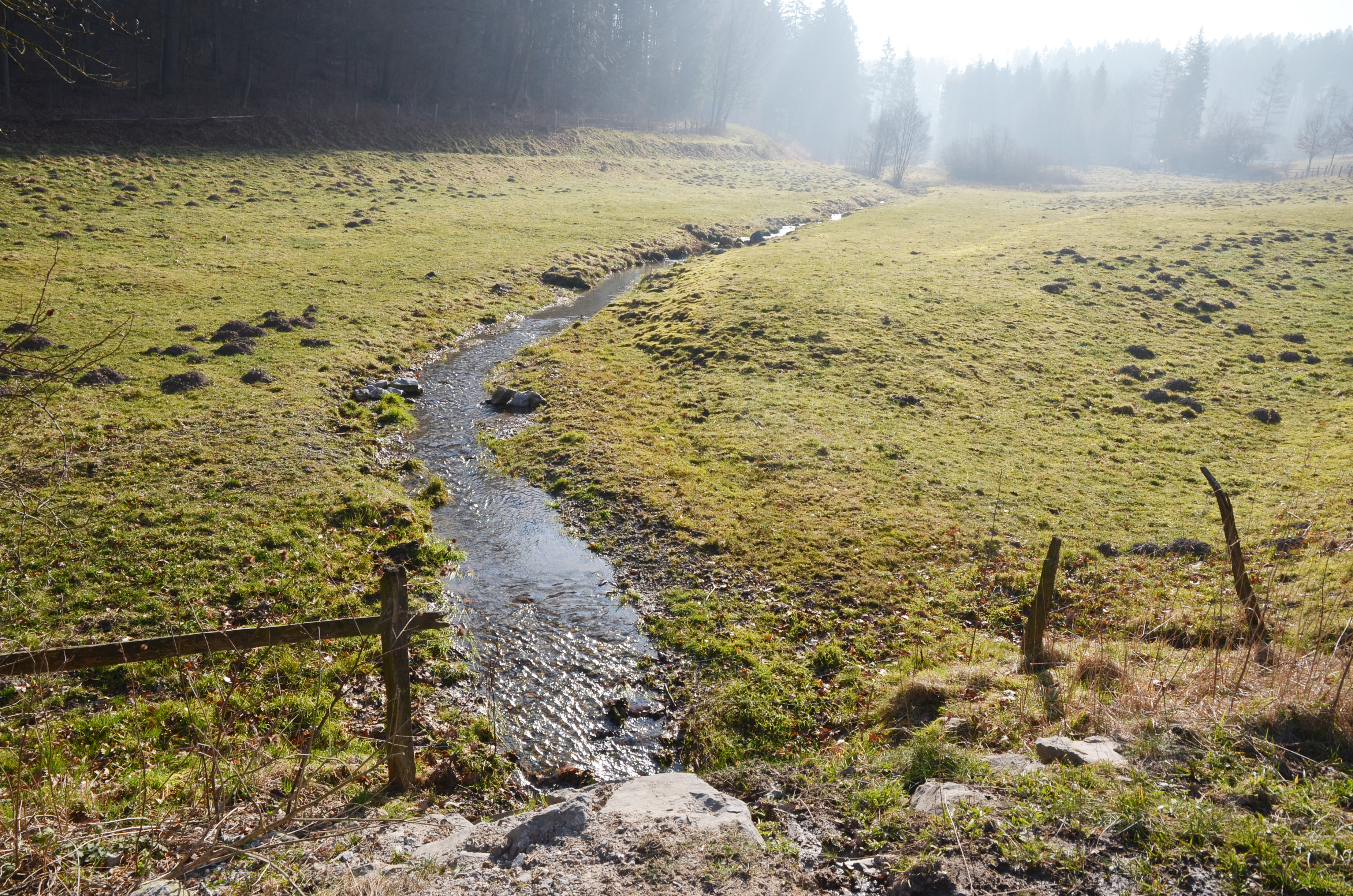

希爾布靈瑟河（德語：Hillbringse），是德國的河流，位於該國西部，處於北萊茵-威斯特法倫州，屬於阿河的右支流，河道全長4.6公里，流域面積7平方公里。